# Philip Gourevitch

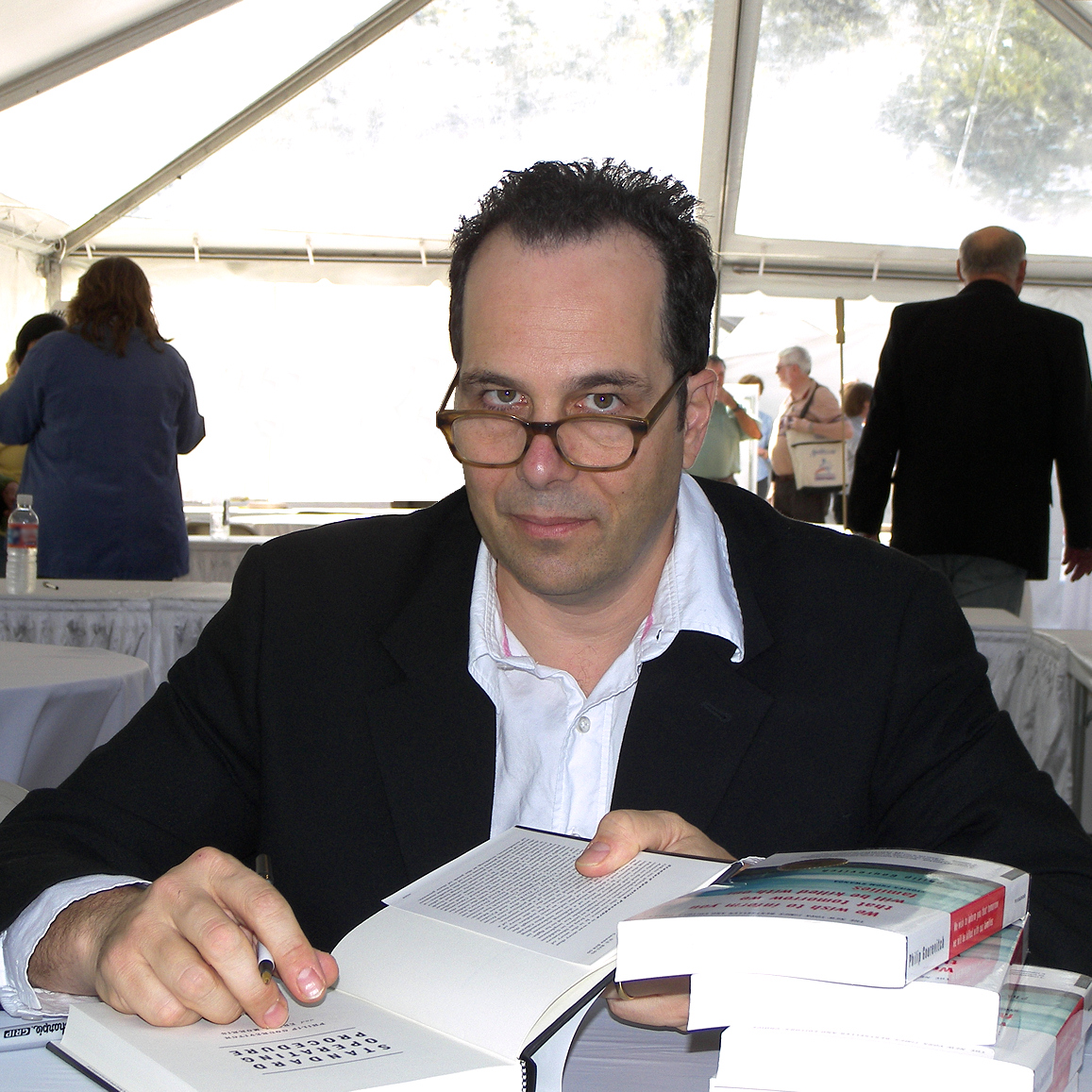
Gourevitch auf dem Texas Book Festival 2008

Philip Gourevitch (* 1961 in Philadelphia, Pennsylvania) ist ein US-amerikanischer Autor und Journalist, Redakteur des The Paris Review und Autor des New Yorker. Bekannt wurde er mit seinem ersten Buch Wir möchten Ihnen mitteilen, daß wir morgen mit unseren Familien umgebracht werden, das den Völkermord in Ruanda von 1994 behandelt.

## Leben
Gourevitch ist Sohn einer Malerin und eines Philosophie-Professors. Er verbrachte die meiste Zeit seiner Kindheit in Middletown, Connecticut, wo sein Vater Victor Gourevitch (der einige Werke von Jean-Jacques Rousseau ins Englische übersetzt hatte) an der Wesleyan University lehrte.
Gourevitch wusste bereits auf dem College, dass er als Schriftsteller arbeiten wollte. Während seiner Zeit an der Cornell University nahm er eine dreijährige Auszeit, um sich auf das Schreiben konzentrieren zu können. Er absolvierte die Universität 1986. 1992 erhielt er einen Masters of Fine Arts in fiction über das Schriftsteller-Programm der Columbia University. Gourevitch veröffentlichte einige fiktionale Werke, bevor er sich realen Themen zuwandte.
Von 1991 bis 1993 arbeitete Gourevitch für The Forward, erst als Chef des New Yorker Büros, dann als Kulturredakteur. Er verließ die Anstellung, um für eine Karriere als freier Schriftsteller und veröffentlichte in der Folgezeit Artikel in Magazinen, darunter Granta, Harper's, The New York Times Magazine, Outside und The New York Review of Books, bevor er zum New Yorker ging. Er saß im board of judges des PEN/Newman's Own „free expression award“.
Gourevitch reiste 1995, ein Jahr nach dem dort begangenen Völkermord nach Ruanda und besuchte auch die umgebenden Länder Zaire, Kongo, Burundi, Uganda, Tansania, insgesamt neun Mal während der folgenden zwei Jahre. Sein Buch Wir möchten Ihnen mitteilen, daß wir morgen mit unseren Familien umgebracht werden von 1998 gewann den National Book Critics Circle Award, den George Polk Book Award, den Los Angeles Times Book Award, den Overseas Press Club Cornelius Ryan Award, den New York Public Library's Helen Bernstein Award sowie in England den Guardian First Book Award.
2001 veröffentlichte Gourevitch sein zweites Buch mit dem Titel A Cold Case, das einen ungeklärten Mord in New York behandelt. Er war darüber hinaus Lektor des 2006 veröffentlichten The Paris Review Interviews: volume 1 für das er die Einleitung schrieb.
Gourevitchs Bücher wurden in zehn Sprachen übersetzt. Er ist mit der New-Yorker-Autorin Larissa MacFarquhar verheiratet.
2004 wurde Gourevitch mit der Berichterstattung über die US-Wahlen für den New Yorker beauftragt. 2005 wurde er Redakteur des The Paris Review.

## Werke
- We Wish to Inform You That Tomorrow We Will Be Killed with Our Families: Stories from Rwanda. Saint Martin's Press, 1999, 368 Seiten, ISBN 978-0-312-24335-7
- A Cold Case. Douglas & McIntyre, 2001, 200 Seiten, ISBN 978-0-374-12513-4
- Crossing the Line: A Year in the Land of Apartheid. Persea, 2006, 464 Seiten, ISBN 978-0-89255-325-9
- Philip Gourevitch, Errol Morris: The Ballad of Abu Ghraib. Penguin Press, 2008, 368 Seiten, ISBN 978-1-59420-132-5. Deutsch: Die Geschichte von Abu Ghraib. Carl Hanser Verlag, München 2009, ISBN 978-3-446-23295-2